# Referéndum constitucional de Alemania Oriental de 1968
El 6 de abril de 1968 se celebró un referéndum constitucional en Alemania oriental, con el propósito de aprobar o rechazar la nueva Constitución de la República Democrática Alemana.

## Desarrollo
El 1 de diciembre de 1967, la Cámara Popular estableció una comisión para redactar una nueva constitución. El borrador de esta carta fundamental fue aprobado por la Cámara sin votos en contra el 26 de marzo de 1968, junto con una ley sobre la realización de un referéndum para aprobar la constitución.
Fue aprobada por el 96,4% de los votantes, con una participación del 98,1%, y entró en vigor el 9 de abril.

## Resultados
| Opción                             | Votos      | %    |
| ---------------------------------- | ---------- | ---- |
| A favor                            | 11,536,803 | 96.4 |
| En contra                          | 409,733    | 3.4  |
| Votos nulos/en blanco              | 24,353     | –    |
| Total                              | 11,970,889 | 100  |
| Votantes registrados/participación | 12,208,986 | 98.1 |
| Fuente: Nohlen & Stöver            |            |      |